# Zero (banda)
Zero (estilizado ZERØ) é uma banda de rock brasileira formada em 1983 em São Paulo com base no Rio de Janeiro desde 1998, considerada a maior precursora do movimento New Romantic no Brasil.

## História

### Primeira formação e "Heróis" (1983–1985)
O Zero surgiu das cinzas do Ultimato (anteriormente conhecido como Lux), uma banda de punk jazz/no wave instrumental formada em São Paulo em 1978 (e rebatizada para Ultimato em 1981) por Fabio Golfetti, Alberto "Beto" Birger, Cláudio Souza, Gilles Eduar e Nelson Coelho. O futuro vocalista Guilherme Isnard, que recentemente havia deixado sua banda anterior, o Voluntários da Pátria, foi introduzido ao Ultimato por seu amigo Luiz Antônio Ribas, dono da extinta gravadora independente Underground Discos e Artes; Isnard então decidiu-se juntar à banda, e conversou com seus integrantes sobre acrescentar letras às suas canções. Seu estilo musical acabou por mudar para um "art rock com pegada pós-punk", nas palavras de Isnard, e em 1983 se reorganizaram como Zero. Seu primeiro lançamento foi o single "Heróis", que saiu pela CBS Records em 1985.

### Mudanças na formação,Passos no EscuroeCarne Humana(1985–1987)
Em 1985, a banda participou do primeiro álbum da cantora May East, Remota Batucada, na faixa "Caim e Abel" — porém também sofreria uma grande reestruturação em sua formação no mesmo ano, com todos os seus membros menos Isnard saindo. Muitos de seus ex-membros começariam seus próprios projetos: Fabio Golfetti e Cláudio Souza formaram a influente banda de rock psicodélico Violeta de Outono, Beto Birger compôs o Nau com Vange Leonel, Gilles Eduar foi para o Grupo Luni e Nelson Coelho criou o Dialeto.
Juntou-se a Isnard, então, a formação "clássica" da banda: Alfred "Freddy" Haiat (ex-Degradée e irmão do guitarrista do Metrô Alec Haiat) no teclado, Ricardo "Rick" Villas-Boas no baixo, Eduardo Amarante (ex-Agentss e Azul 29) na guitarra e Athos Costa na bateria. Seu primeiro grande lançamento de estúdio foi o extended play Passos no Escuro, pela EMI; foi um sucesso de vendas, ganhando um Disco de Ouro pela ABPD. O EP gerou os sucessos "Formosa" e "Agora Eu Sei", o último contando com uma participação especial do vocalista do RPM Paulo Ricardo providenciando vocais adicionais.
Em 1987, Athos Costa deixou a banda e foi substituído pelo também ex-Azul 29 Malcolm Oakley. A banda então começou a trabalhar em seu primeiro álbum de estúdio, Carne Humana, que gerou os também populares singles "Quimeras" e "A Luta e o Prazer". No mesmo ano abriram shows da turnê Break Every Rule deTina Turner em São Paulo e no Rio de Janeiro.

### Separação (1989)
Citando sua falta de interesse em continuar com a banda, Guilherme Isnard anunciou que o Zero estava chegando ao fim em 1989. Ele então passou a trabalhar em outros projetos, entre eles a banda cover do Roxy Music e de Bryan Ferry Roxy Nights e interpretou standards do Jazz e do Samba Canção como Guillaume Isnard e os Psicofônicos. Após uma apresentação com o cantor Miltinho em 1992, voltou a morar no Rio de Janeiro e parou de cantar até 1997, quando decidiu retomar a carreira.
Rick Villas-Boas mudou-se temporariamente para a Holanda antes de voltar ao Brasil; Eduardo Amarante mudou-se para Salvador; Malcolm Oakley tornou-se publicitário; e Freddy Haiat administra sua empresa de fabricação e importação de instrumentos musicais com seu irmão Alec.

### Reunião (1998–)
Isnard reuniu-se à formação clássica do Zero para um show celebrando o 15º aniversário da banda em 1998; seria apenas por um dia, mas a resposta dos fãs foi tão positiva que acabaram por anunciar uma reunião definitiva. Seu primeiro lançamento após o hiato (porém com uma formação levemente diferente — Sérgio Naciffe entrou como baterista, Jorge Pescara no baixo e chapman stick e JP Mendonça como um tecladista adicional) foi a compilação Electro Acústico, que saiu em 2000 pela Sony e continha regravações acústicas de algumas das canções antigas da banda, mais três faixas inéditas. Contou com a participação especial de Andrea Dutra do Arranco de Varsóvia, Philippe Seabra do Plebe Rude e Bruno Gouveia do Biquini Cavadão.
Em 2003, para celebrar o 20º aniversário da banda, a EMI lançou Obra Completa, uma combinação de Passos no Escuro e Carne Humana em apenas um CD.
Em 2004, a Voiceprint Records lançou Dias Melhores, uma compilação de demos até então jamais lançados e outros materiais antigos gravados pela banda entre 1984 e 1985.
Em 2004 o Zero sofreu mais uma mudança em sua formação, com a entrada de Yan França na guitarra, Eliza Schinner no baixo e Fabiano Matos na bateria, substituído por Vitor Vidaut em 2007; em 30 de agosto do mesmo ano, lançaram às próprias custas seu primeiro álbum de inéditas desde 1987, Quinto Elemento, com Jorge Pescara assumindo o baixo. Demos preliminares de cada uma das canções foram disponibilizadas para escuta no perfil oficial do Myspace da banda.
Mais reuniões da formação clássica da banda aconteceriam em 2012, quando tocaram ao vivo seus dois primeiros lançamentos na íntegra, e em 2013, para shows celebrando o 30º aniversário do Zero; à época, Isnard anunciou que um DVD de sua performance em tais shows seria lançado, mas até então o plano não se concretizou.
Em 2017 Guilherme estreou uma nova formação do Zero em Nova Friburgo com Nivaldo Ramos no baixo, Daniel Viana na guitarra, Gustavo Wermelinger na bateria e Caius Marins no teclado. Em 2018, gravaram ao vivo o EP Audioarena Originals - Guilherme Isnard e Zero no especial com exibição no Canal BIS e Multishow. A banda voltou aos grandes palcos como o do Circo Voador, mas desfez-se à véspera do show de comemoração dos 35 anos com participação de Kiko Zambianchi e Paulo Ricardo, pela conveniência logística de organizar uma banda com músicos paulistas.
A partir de 2020, o Zero conta com Fabiano Matos na bateria, Elisio Neto na guitarra, Rigel Romeu no teclado e Nivaldo Ramos que se manteve no baixo. Em outubro de 2020, lançaram Quando Esse Mal Passar, o primeiro single do próximo álbum, composta por Elísio e Isnard durante o confinamento na pandemia de COVID-19.

## Formação

### Membros atuais
- Guilherme Isnard — vocais (1983–)
- Fabiano Matos — bateria (2004–2005, 2020–)
- Rigel Romeu — teclado (2020–)
- Elísio Neto — guitarra (2020–)
- Nivaldo Ramos — baixo (2017–)

### Ex-membros
- Fabio Golfetti — guitarra (1983–1985)
- Cláudio Souza — bateria, percussão (1983–1985)
- Alberto "Beto" Birger — baixo (1983–1985)
- Gilles Eduar — saxofone (1983–1984)
- Nelson Coelho — guitarra (1983–1985)
- Eduardo Amarante — guitarra (1985–1989, 1998–2006, 2012, 2013)
- Ricardo "Rick" Villas-Boas — baixo (1985–1989, 1998–2006, 2012, 2013)
- Alfred "Freddy" Haiat — teclado (1985–1989, 1998–2006, 2012, 2013)
- Athos Costa — bateria (1985–1987, 1998–2000, 2012, 2013)
- Malcolm Oakley — bateria (1987–1989, 2012)
- Sérgio Naciffe — bateria (2000–2006)
- João Paulo "JP" Mendonça — teclado (2000)
- Vitor Vidaut — bateria (2007)
- Yan França — guitarra (2004–2007)
- Eliza Schinner — baixo (2004–2005)
- Jorge Pescara — baixo e touchguitar (2000–2007, 2012)
- Gustavo Wermelinger — bateria (2017–2019)
- Daniel Viana — guitarra (2017–2019)
- Caius Marins — Teclado (2017–2019)

## Discografia

### Participações
- 1985: May East - Remota Batucada - vocal e saxofone na faixa “Caim e Abel”[13]
- 1985: Metrô - Olhar - vocal na faixa "Tudo Pode Mudar"
- 1986: Vinícius Cantuária - Nu Brasil - vocal na faixa "Mais um ou Mais"[14]

### Álbuns de estúdio
- 1987: Carne Humana
- 2007: Quinto Elemento

### Álbuns ao vivo
- 2018: AudioArena Originals: Guilherme Isnard e Zero[15]

### Extended plays
- 1985: Passos no Escuro

### Singles
- 1985: "Heróis"
- 1985: "Agora Eu Sei"[16]
- 1985: "Formosa"
- 1987: "Quimeras"
- 1987: "A Luta e o Prazer"
- 2020: "Quando Esse Mal Passar"[12]

### Compilações
- 1985: Os Intocáveis[17]
- 1987: Show Rock[18]
- 1988: Armação Ilimitada Vol.2 - Quimeras[19]
- 1998: Sucessos Inesquecíveis Pop - Agora Eu Sei[20]
- 1998: Rock Brasil 1 - Agora Eu Sei[21]
- 2000: Electro Acústico
- 2001: Para Sempre Pop Rock - A Luta e o Prazer[22]
- 2003: Obra Completa
- 2004: Dias Melhores